# 阿法埃莎
42°45′54″N 71°06′58″W / 42.765°N 71.116°W
阿法埃莎（Alfa Aesar）总部位于美国马萨诸塞州的Ward Hill，是一家科研化学品、金属和材料的制造商和供应商，其产品广泛应用于工业生产、学术研究以及产品研发和应用。是庄信万丰公司（Johnson Matthey Company）旗下的公司，其有机产品的主要生产地位于英国兰开夏郡最大城市兰卡斯特市附近的Heysham。
2006年3月，阿法埃莎（天津）有限公司落户天津泰达。2013年10月，阿法埃莎搬迁至上海并于2014年6月更名为阿法埃莎（中国）化学有限公司。

## 产品
阿法埃莎的产品纯度高，涵盖常见单质、化合物和很多稀贵的产品，因此尤其受到合成实验室的青睐。
- 有机化合物（有机合成中间体、有机合成试剂）
- 无机化合物
- 有机金属化合物
- 贵金属元素、贵金属化合物和催化剂
- 稀土元素化合物
- 分析试剂
- 实验室仪器